# 發疹彎貝介
發疹彎貝介（学名：Loxoconcha eruptetia）为彎貝介科彎貝介屬下的一个种。